# Scott Foley
Scott Kellerman Foley (Kansas City, 15 de Julho de 1972) é um ator estadunidense. Ele faz o papel de Bob Brown em The Unit. Ganhou fama ao interpretar, de 1998 a 2002, o personagem Noel Crane na série de televisão Felicity, criada por J.J. Abrams. Ele também já apareceu em outras séries como Scandal,
Scrubs, Dawson's Creek, Cougar Town e também no filme Scream 3. Atualmente interpreta o Will Chase na serie Whiskey Cavalier.
Foi casado com a atriz Jennifer Garner. O ator também fez uma participação especial na 7º Temporada de
Grey's Anatomy, onde interpreta um paciente com sério problema de saúde que casa-se com Drª Altman para aproveitar seu plano de saúde.

## Filmografia

### Filmes
| Ano  | Filmes                 | Personagens      | Notas                               |
| ---- | ---------------------- | ---------------- | ----------------------------------- |
| 2000 | Self Storage           | Zack Griffey     |                                     |
| 2000 | Scream 3               | Roman Bridger    |                                     |
| 2001 | Stealing Time          | Casey Shepherd   |                                     |
| 2002 | Below                  | Lt. Steven Coors |                                     |
| 2014 | Let's Kill Ward's Wife | Tom Bradford     | Também escritor, diretor e produtor |
| 2014 | Mr Maple Leaf          | Max Wexler       | Curta-metragem                      |
| 2017 | Naked                  | Cody Favors      | Filme original Netflix              |

### Televisão
| Ano       | Nome                                        | Personagens           | Notas                                                            |
| --------- | ------------------------------------------- | --------------------- | ---------------------------------------------------------------- |
| 1995      | Sweet Valley High                           | Zack                  | Episódio: Blunder Alley                                          |
| 1997      | Crowned and Dangerous                       | Matt                  | filme de tv                                                      |
| 1997      | Step by Step                                | Jeremy Beck           | Episódio: A Star is Born                                         |
| 1998      | Dawson's Creek                              | Cliff Elliot          | 5 Episódios                                                      |
| 1998      | Someone to Love Me: A Moment of Truth Movie | Ian Hall              | Filme de TV                                                      |
| 1998      | Forever Love                                | David                 | filme de tv                                                      |
| 1998-2002 | Felicity                                    | Noel Crane            | 84 Episódios                                                     |
| 1999      | Zoe, Duncan, Jack and Jane                  | Montana Kennedy       | Episódio: Piloto Episódio: Everything You Want to Know About Zoe |
| 2002      | Girls Club                                  | Wayne Henry           | Episódio: Piloto                                                 |
| 2002-2009 | Scrubs                                      | Sean Kelly            | 12 Episódios                                                     |
| 2003      | A.U.S.A.                                    | Adam Sullivan         |                                                                  |
| 2004      | Jack & Bobby                                | Lars Christopher      | Episódio: Election Night                                         |
| 2005      | House MD                                    | Hank Wiggen           | Episódio: Sports Medicine                                        |
| 2006      | Firestorm: Last Stand at Yellowstone        | Dr. Clay Harding      | filme de tv                                                      |
| 2006-2009 | The Unit                                    | Bob Brown             | 69 Episódios                                                     |
| 2009      | The Last Templar                            | Sean Daley/Sean Reily | Minisérie                                                        |
| 2009      | Law and Order: Special Victims Unit         | Dalton Rindell        | 1 episódio                                                       |
| 2009-2010 | Cougar Town                                 | Jeff                  | 4 episódios                                                      |
| 2010-2011 | Grey's Anatomy                              | Henry Burton          | 15 episódios                                                     |
| 2011-2012 | True Blood                                  | Patrick Devins        | 4 episódios (4.12, 5.01, 5.02, 5.05)                             |
| 2013-2018 | Scandal                                     | Capt. Jake Ballard    | 68 episódios                                                     |
| 2017      | Insecure                                    | Master Turnfellow     | 2 episódios                                                      |
| 2019      | Whiskey Cavalier                            | Will Chase            | Recorrente                                                       |